# Joachim Koch (Mediziner)
Joachim Koch (* 27. April 1939 in Stuttgart) ist ein deutscher Allgemeinarzt und ärztlicher Standespolitiker.

## Leben
Joachim Koch wurde 1939 in Stuttgart als Sohn des Kaufmanns Hugo Koch und seiner Frau Irene geboren. Er wuchs gemeinsam mit einem Zwillingsbruder auf. Nach dem Abitur am Gymnasium in Ludwigsburg ab studierte er ab 1961 Medizin in Tübingen und Wien. Nach Staatsexamen (1968), Promotion zum Dr. med. in Tübingen (1969), Medizinalassistentenzeit in Ludwigsburg, Marbach, Böblingen und Sigmaringen und Approbation erteilt (1970) war er bis 1973 in der Chirurgischen Abteilung des Klinikums Ludwigsburg an. Dort war er drei Jahre tätig. 1973 ließ er sich als praktischer Arzt (später Allgemeinarzt) in Pleidelsheim nieder, wo er bis 2002 ärztlich tätig war.
Von 1976 bis 2003 war er Vorsitzender der Ärzteschaft Ludwigsburg, von 1979 bis 2010 Mitglied des Vorstandes der Bezirksärztekammer Nord-Württemberg. Von 1999 bis 2007 war er schließlich Vorsitzender der Finanzkommission der Bundesärztekammer.

## Ehrungen
- Bundesverdienstkreuz am Bande (2011)
- Paracelsus-Medaille der deutschen Ärzteschaft (2012)